# Laconi
Laconi es un municipio situado en el territorio de la Provincia de Oristano, en Cerdeña (Italia).

## Registros Históricos
Los vestigios más antiguos de presencia humana en el territorio Laconi pertenecen al Neolítico Antiguo (6000-4500 aC). Los hallazgos realizados en las numerosas cuevas ponen de relieve el asentamiento de grupos de cazadores: prueba de ello son los hallazgos encontrados en la "Grotta Leòri" y en "Sa Spilunca Manna".
Entre el final del Neolítico y el comienzo de la Edad de los Metales (3700-2400 a. C.), cuando se afianzó la agricultura y la ganadería, surgieron las primeras formas de poblamiento permanente a través de pueblos de chozas como lo demuestran los restos presentes en Sarcidanu. Monte Feurrèddu y Cirquìttus. Los testimonios del período siguiente (2500-1800 aC) se atribuyen a los numerosos menhires presentes en la campiña de Laconi.
La civilización nurágica, como en toda Cerdeña, ha dejado las señales más evidentes de la presencia del hombre. El número de nuragas presentes pone de relieve la importancia del territorio en la antigüedad. Además de un gran número de nuraghi, se encuentran las Domus de Janas de Is Mureddas, Cirquittus, Pranu 'e Arranas y Pranu Corongiu. La importancia estratégica del lugar, además de estar destacada por los numerosos nuragos, la confirman los restos de una fortificación cartaginesa del siglo V a. C. A partir del año 238 a. C. es posible encontrar indicios de la presencia de los romanos.

## Historia Feudal
Laconi se menciona por primera vez en documentos escritos en la época bizantina (siglos XI y XII), cuando Cerdeña estaba dividida en Giudicati. De Laconi surgió la poderosa familia Lacon, que encontramos en numerosas familias judiciales (Lacon-Gunale, Lacon-Serra, Lacon-Zori, Lacon-Massa). El 24 de enero de 1388 los representantes llegaron a Laconi para la firma de la paz entre los arborenses y los aragoneses.
En 1421 Alfonso V de Aragón confió Laconi, Genoni y Nuragus a Giovanni De Sena. A partir de 1479 el gobierno pasó a Enrico Enríquez, permitiendo el nacimiento del marquesado de Castelvì.
La noche del 20 al 21 de junio de 1668 fue asesinado Agostino di Castelvì y posteriormente Francesca Zatrillas di Siete Fuentes, viuda, se volvió a casar con Silvestro Aymerich. En 1733, tras diversos acontecimientos (fronda sarda - asesinato del virrey Camarassa), Giuseppe Aymerich, hijo de Caterina Castelvì, esposa de Gabriele Aymerich, se convirtió en marqués de Làconi.
En 1832, mediante el matrimonio de doña Cristina Aymerich Castelvì, condesa de Castelvì, señoria de Carlet, hija del marqués de Làconi, casó el 24 de marzo de 1832 con don Carlo Felice de Candia, en la iglesia de Nostra Signora della Speranza de Cagliari. La familia catalana de la esposa afincada en Cerdeña y la familia saboyada del esposo afiancaron de esta unión registrando derecho de descendencia en 1841. El marquesado pasó por derecho sardo-sabaudo en herencia a la familia De Candia-Castelvì cuando nació su hijo Don Stefano De Candia-Castelvì de los marqueses de Làconi.
Desde 1920, se ha registro el Marquesado de Laconi a la corona española.

## Transportes
El municipio está atravesado por el ferrocarril Isili-Sorgono, una línea de vía estrecha en uso desde 1997 con fines turísticos exclusivos vinculada al servicio del Tren Verde ARST. Hay tres aeropuertos en la zona: las estaciones Laconi y Funtanamela y la parada Su Lau, utilizada principalmente en el período estival. Desde el 26 de octubre de 2020, la Administración Pública se encuentra a cargo en funciones de Alcalde, Salvatore Argiolas, de la Lista Cívica "Laconi nel cuore".

## Demografía
| Gráfica de evolución demográfica de Laconi entre 1861 y 2001 |
|                                                              |
| Fuente ISTAT - elaboración gráfica de Wikipedia              |